# Salmoneus ortmanni
Salmoneus ortmanni is een garnalensoort uit de familie van de Alpheidae. De wetenschappelijke naam van de soort is voor het eerst geldig gepubliceerd in 1898 door Rankin.